# Rangers de Drummondville
Les Rangers de Drummondville sont une franchise de la Ligue de hockey junior majeur du Québec (LHJMQ) créée en 1969. Le club jouait dans la ville de Drummondville au Québec (Canada) et était affilié aux Rangers de New York auxquels il doit son nom. La franchise jouait à l'aréna civique de Drummondville.
Le club cesse ses activités en 1974.

## Statistiques
| No | Saison    | PJ | V  | D  | N | BP  | BC  | Pts | Classement              | Séries éliminatoires |
| -- | --------- | -- | -- | -- | - | --- | --- | --- | ----------------------- | -------------------- |
| 1  | 1969-1970 | 56 | 35 | 20 | 1 | 309 | 254 | 71  | 3e de la division Est   | Éliminés au 1er tour |
| 2  | 1970-1971 | 62 | 24 | 35 | 3 | 272 | 310 | 51  | 7e de la ligue          | Éliminés au 1er tour |
| 3  | 1971-1972 | 62 | 42 | 18 | 2 | 304 | 239 | 86  | 2e de la ligue          | Éliminés au 2e tour  |
| 4  | 1972-1973 | 64 | 14 | 49 | 1 | 292 | 474 | 29  | 9e de la ligue          | Non qualifiés        |
| 5  | 1973-1974 | 70 | 23 | 46 | 1 | 286 | 424 | 47  | 5e de la division Ouest | Non qualifiés        |